# Historisches Museum Bremerhaven
Das Historische Museum Bremerhaven – ehemals Morgenstern-Museum – liegt zwischen der Alten Geestebrücke und der Kennedybrücke am Südufer der Geeste und zeigt die Geschichte Bremerhavens und seiner Umgebung.

## Geschichte
Seit dem Ende des 19. Jahrhunderts trugen die Männer vom Morgenstern (Heimatbund an Elb- und Wesermündung) eine Sammlung zusammen, die vor allem aus archäologischen und volkskundlichen Objekten bestand. 1896 ordnete Jan Bohls die vorgeschichtliche Sammlung in Lehe (Bremerhaven) in einem Haus in der Hafenstraße 6 und stellte sie öffentlich aus. Er war der erste Konservator der Sammlung.

### Geestemünde
1902 wurde die Sammlung an Geestemünde verkauft und das Museum für Heimatkunde gegründet, das am 15. Januar 1906 in den Räumen der Geestemünder Höheren Mädchenschule eröffnet wurde. Zu den vor- und frühgeschichtlichen Beständen kamen nun auch größere volkskundliche Sammlungen mit Keramik, Zinn, Möbeln und Trachtenschmuck hinzu, die eine räumliche Erweiterung des Museums erforderlich machten.
1909 fand der Umzug des Museums in zehn Räume im Obergeschoss der Handelskammer zu Geestemünde statt. 1910 wurde die Wiedereröffnung als Städtisches Morgenstern-Museum gefeiert. Zu diesem Zeitpunkt war der Lehrer Friedrich Plettke ehrenamtlicher Museumsleiter. Unterstützt wurde er von Mitgliedern des Vereins Männer vom Morgenstern, so dass sich der neue Museumsname in der Bevölkerung schnell durchsetzte. 1926 erwarb das Museum von dem Sammler Hans Müller-Brauel weitere volkskundliche und archäologische Bestände. In den 1930er Jahren erlangte das Museum einen überregionalen Ruf. Der Direktor des Provinzialmuseums Hannover Karl Jacob-Friesen schrieb 1939: „Auf dem Gebiet der Heimatmuseen gehört gerade Wesermünde zu den führenden Städten...“. 1942 wurde die Sammlung des Museums kriegsbedingt ausgelagert und 1945/46 im Marschenhaus im Stadtteil Speckenbüttel neu geordnet. Das Museumsgebäude wurde 1944 bei den Luftangriffen auf Wesermünde zerstört. Ein Brand im Marschenhaus im Jahr 1946 vernichtete wichtige Bestände.

### Stadthaus
Seit 1949 konnten die restlichen Bestände auf Initiative des neuen ehrenamtlichen Museumsleiters Johann Jacob Cordes zunächst in provisorischen Räumen im Bremerhavener Stadthaus IV wieder der Öffentlichkeit zugänglich gemacht werden. Die Sammlung umfasste nach wie vor überwiegend volkskundliche und vorgeschichtliche Exponate. Seit 1950 konnte der Bestand aufgrund der Bemühungen von J.J. Cordes durch drei private Spender um einzelne Ausstellungsstücke aus den Bereichen Seefahrt, Schiffbau, Hafenwirtschaft und Fischfang erweitert werden, die zuerst 1951 in einer Sonderausstellung gezeigt wurden. Durch weitere Ergänzungen gelang in den Folgejahren der Aufbau einer Schifffahrtsabteilung. Ein Vertrag von 1950 zwischen dem Landkreis Wesermünde und Bremerhaven sicherte dem Museum darüber hinaus die Neufunde der Bodendenkmalpflege, so auch Funde von der Dorfwurt Feddersen Wierde.
Nach J.J. Cordes wurde das Museum ehrenamtlich von Studiendirektor Theodor A. Schröter und Museumsdirektor a. D. Hans Gummel geleitet. Von 1959 bis 1989 gab es mit dem Volkskundler Gert Schlechtriem erstmals einen hauptamtlichen Museumsleiter.

### Kaistraße

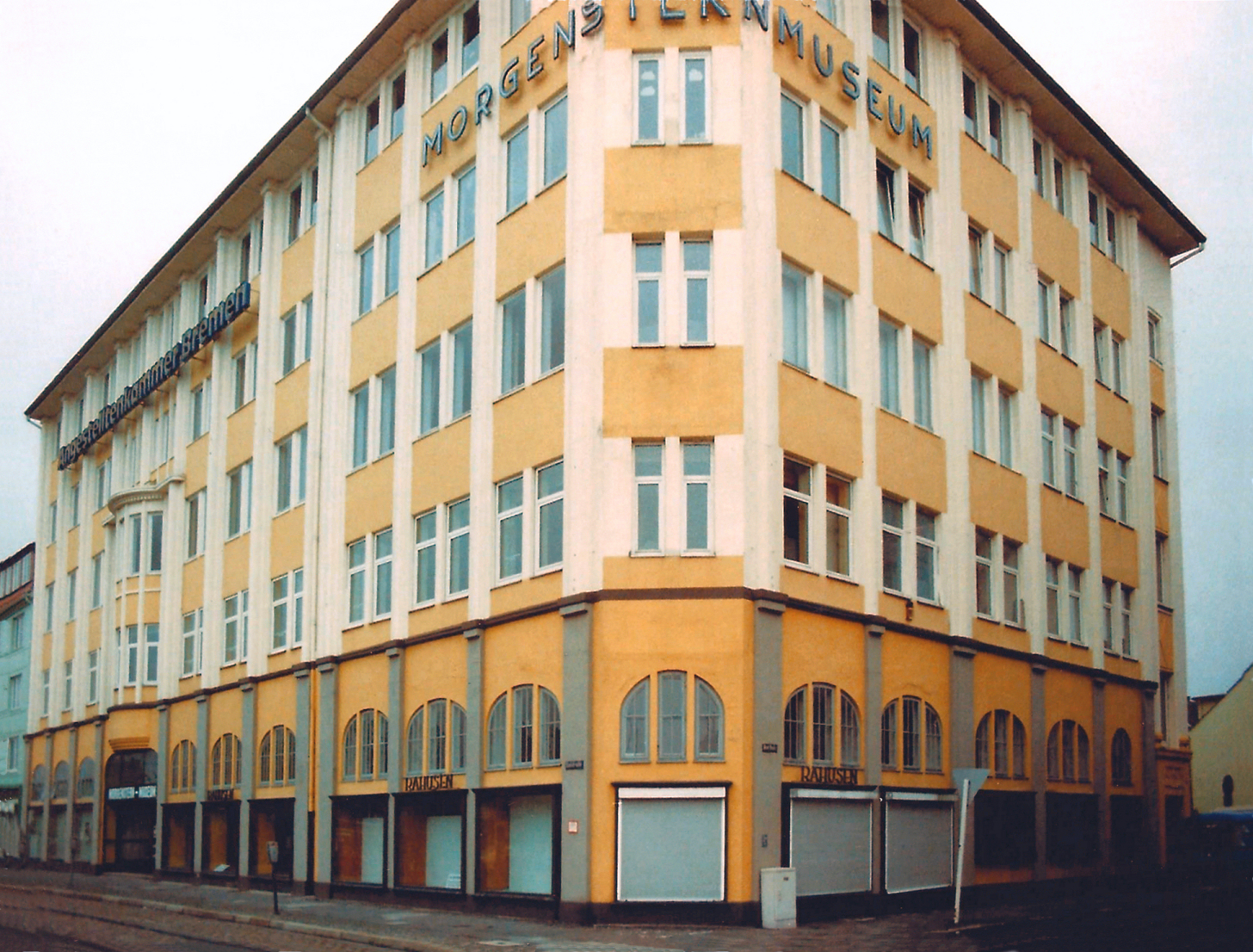
Morgenstern-Museum in der Kaistraße, 1984

Am 6. Februar 1961 eröffnete das Museum neue Ausstellungsräume in der Kaistraße 5–6 am Yachthafen in einem früheren Kaufhaus. Das Museum gliederte sich nun in drei Bereiche: eine vorgeschichtliche Abteilung, eine schifffahrtsgeschichtliche Abteilung und eine volkskundliche Abteilung. In den 1960er Jahren baute Schlechtriem die schifffahrtsgeschichtliche Sammlung systematisch weiter aus.
Die bedeutende Sammlung zur Schifffahrtsgeschichte wurde 1973 auf Beschluss des Magistrats an das in Bremerhaven neu gegründete Deutsche Schifffahrtsmuseum abgegeben. Nach Jahren des konzeptionellen Stillstands gründeten Bremerhavener Bürger den Förderkreis Morgenstern-Museum der Seestadt Bremerhaven e. V. Diese Unterstützung trug maßgeblich dazu bei, dass der Magistrat Anfang der 1980er Jahre einen Neubau für das Stadtmuseum beschloss. Damit verbunden war ein neues inhaltliches Konzept mit der Stadt- und Regionalgeschichte als Schwerpunkt. Daraus ergab sich eine Namensänderung in Historisches Museum für Bremerhaven und Umgebung/Morgenstern-Museum. 

## Heutiges Museum

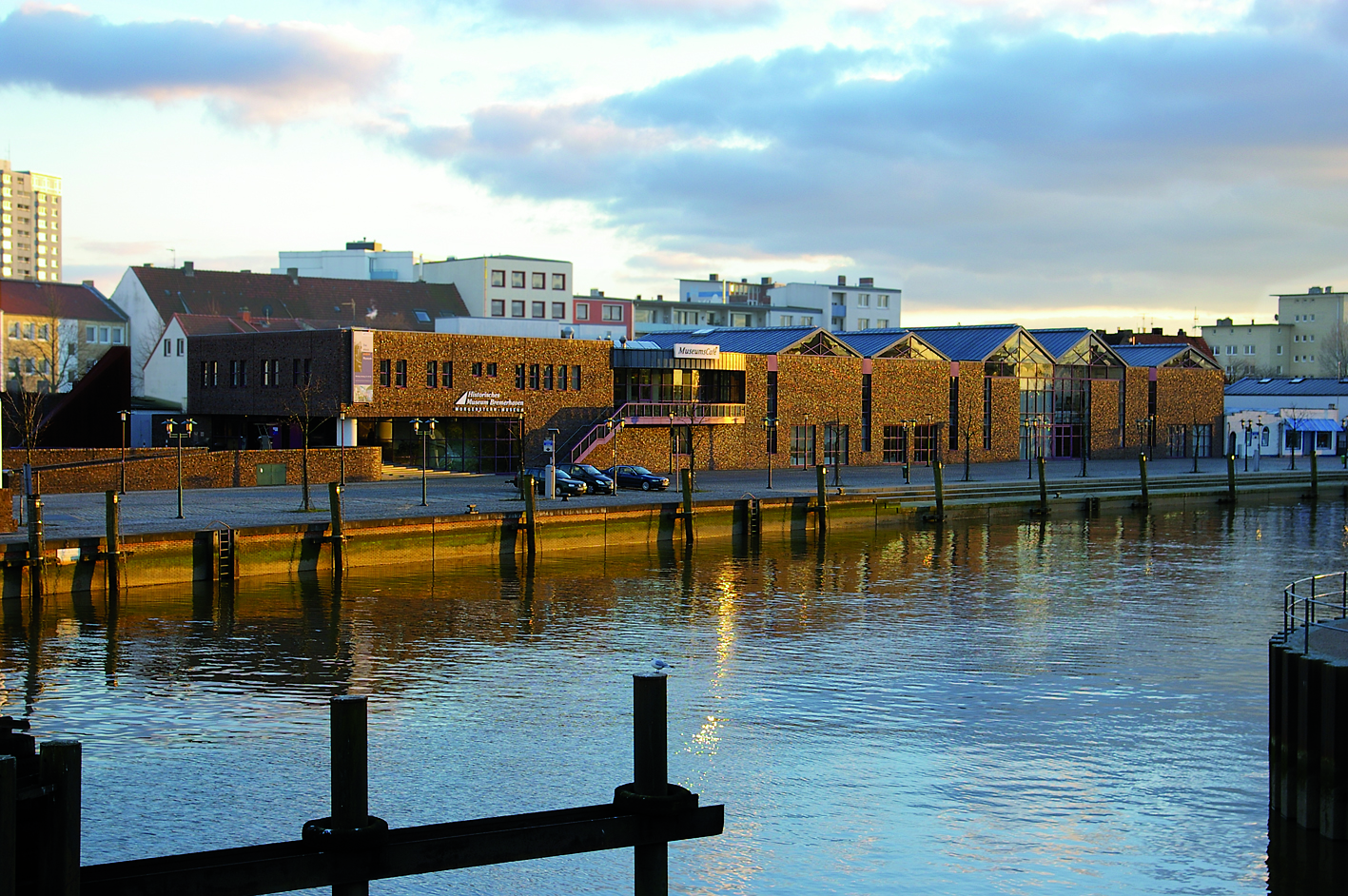
Historisches Museum Bremerhaven

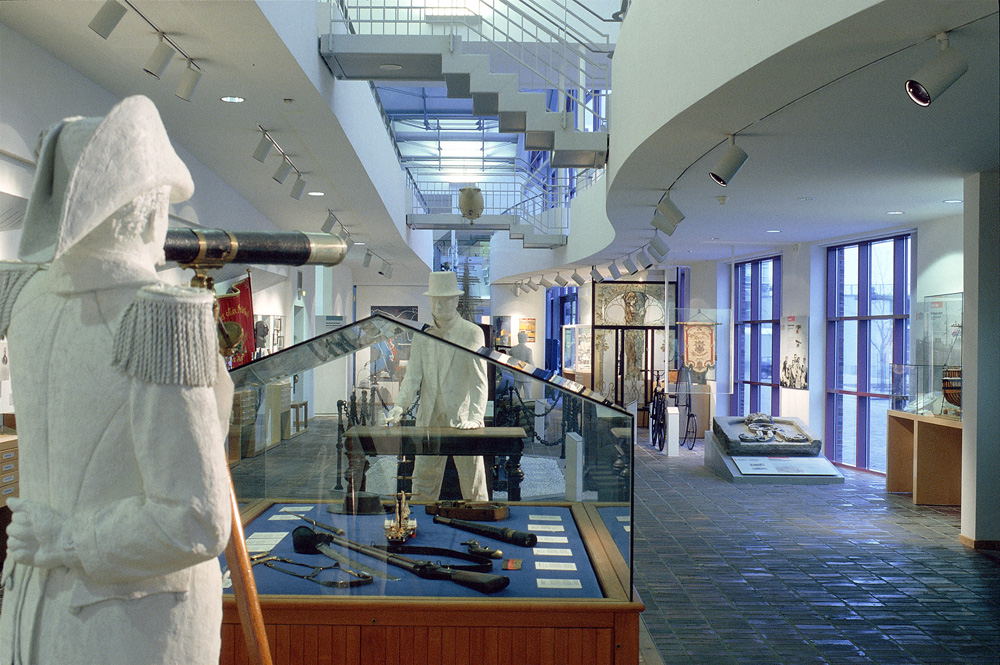
Dauerausstellung

Am 1. September 1989 übernahm der Historiker Alfred Kube die hauptamtliche Leitung des Museums. Er entwickelte für den Museumsneubau ein neues inhaltliches und gestalterisches Konzept, das der Magistrat 1990 verabschiedete. Der 4760 m2 große Neubau am Ufer der Geeste nach einem Entwurf des Bremerhavener Architekten Wolfgang Bendig wurde am 31. August 1991 eröffnet. Das Gebäude zitiert mit seinen fünf Spitzgiebeln die ehemaligen Fischhallen, die an dieser Stelle standen. Das 100 m lange Museumsgebäude orientiert sich in seiner gebogenen Form an dem Geestebogen. Die Innenarchitektur ist hell und transparent in Galeriebauweise gestaltet. Das Museumsgebäude und die Gestaltung der Dauerausstellung erhielten mehrere Preise. Im Jahr 2000 wurde das Historische Museum Bremerhaven zum Europäischen Museum des Jahres nominiert. Durch Magistratsbeschluss wurde im Jahr 2004 der Museumsname auf Historisches Museum Bremerhaven neu festgelegt. Seit 2010 ist das Historische Museum Bremerhaven eine Station der Route der Industriekultur im Nordwesten.

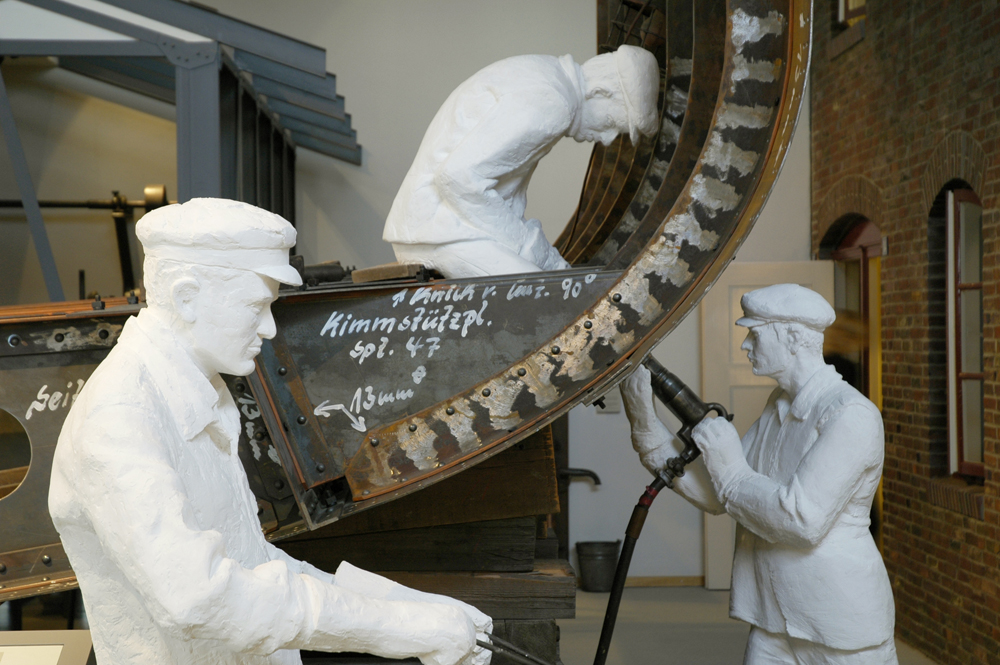
Nieterkolonne

Die von Kube und der Volkskundlerin Anja Benscheidt konzipierte und gestaltete Dauerausstellung wurde ab 1991 abteilungsweise fertiggestellt. Für die Abteilungen mussten größtenteils zunächst neue Sammlungen zusammengetragen werden.
Die Dauerausstellung zeigt in sieben Abteilungen die Geschichte von Bremerhaven und Umgebung von den ersten Spuren menschlicher Besiedlung vor 120.000 Jahren bis zu den 1960er Jahren:
1. Bremerhaven und Umgebung 1827–1927
2. Bremerhaven und Umgebung 1920–1960
3. Hochseefischerei und Fischwirtschaft
4. Überseehäfen und Hafenarbeit
5. Werften und Schiffbau
6. Schätze aus dem Elbe-Weser-Dreieck
7. Gemäldegalerie

Neben der Dauerausstellung präsentiert das Historische Museum Bremerhaven regelmäßig Sonderausstellungen zu verschiedenen Themen. Ein vielfältiges Veranstaltungsangebot mit öffentlichen Führungen, Vorträgen und Konzerten richtet sich an eine breite Öffentlichkeit. Vor allem für Kinder bietet das Historische Museum Bremerhaven ein museumspädagogisches Angebot zu unterschiedlichen Themen an. Im Dezember 2019 ist Kube in den Ruhestand gegangen. Die Leitung des Museums übernahm zunächst in Einzelfunktion Anja Benscheidt, die eng mit Kube zusammengearbeitet hatte. Nachdem sie ebenfalls in den Ruhestand gegangen war, übernahm Anfang August 2020 Kai Kähler die Leitung; er war zuvor Vorsitzender des Bremerhavener Kunstvereins gewesen.

### Museumsschiff FMSGera
Das Museumsschiff Gera wird vom Historischen Museum Bremerhaven als Außenstelle im Schaufenster Fischereihafen und einziges deutsches schwimmendes Museum zur Hochseefischereigeschichte betrieben. Im Jahr 1990 konnte der letzte deutsche Seitenfänger vor der Verschrottung gerettet werden. Die Stadt Bremerhaven kaufte das Schiff für den symbolischen Preis von 1 DM und übergab es dem Historischen Museum Bremerhaven.
Die Gera wurde 1959/60 auf der Peenewerft in Wolgast gebaut und stand bis 1990 im Dienst des Fischkombinats Rostock. Die Gera ist 65,55 m lang und mit 942,89 BRT vermessen. Sie ist als Seitentrawler konzipiert, d. h. das Aussetzen des Netzes erfolgte über die Steuerbordseite. Eine Fischnetzwinde, Galgen und Ladebäume unterstützten das Aussetzen und Einholen des Netzes. Dennoch musste der Großteil der Arbeit durch Menschenkraft geleistet werden.
Auf dem letzten deutschen Seitenfänger ist die Zeit stehen geblieben. Die Besucher können hier die Originalausstattung vom Fangnetz über die Maschinenanlage bis zu den Kammern betrachten. Eine Ausstellung, Großfotos und Dokumentarfilme veranschaulichen den harten Arbeitsalltag an Bord.
Zu besonderen Anlässen bietet der Freundeskreis Gera ein Vorführprogramm an. Ein Kapitän steht auf der Brücke und erläutert die nautischen Geräte, ein Bestmann demonstriert die Arbeit auf dem Fangdeck und die Maschinenmannschaft setzt die Vater- und Sohn-Anlage in Betrieb. Gruppen können Führungen mit einem ehemaligen Hochseefischer buchen. Für Schulklassen und Kindergeburtstage wird nach Anmeldung ein museumspädagogisches Programm angeboten.

### Deutsche Auswanderer-Datenbank
Bremerhaven war lange Zeit der größte europäische Auswandererhafen. Über die Seestadt verließen zwischen 1830 und 1974 über 7 Mio. Menschen Europa, um in Übersee ein neues Leben zu beginnen. Das Historische Museum Bremerhaven initiierte die Deutsche Auswanderer-Datenbank als dezentrales EXPO-Projekt 2000. Wissenschaftliche Kooperationspartner sind die Hochschule Bremerhaven und Castle Garden Immigration Research, New York, USA. Träger der Deutschen Auswanderer-Datenbank ist der Förderkreis Historisches Museum Bremerhaven e. V.
Ziel ist es, umfassende Informationen zu Personen zu erfassen, die zwischen 1820 und 1939 Europa vor allem über deutsche Häfen verließen. Die Grundlage dafür bieten die Passagierlisten, die jedes Schiff bei der Ankunft in Nordamerika vorlegen musste. Die frühen Listen von der Mitte des 19. Jahrhunderts enthielten 14 Angaben zu jeder Person, zu Beginn des 20. Jahrhunderts wurden bereits 40 Daten von jedem Auswanderer erfasst. Vermerkt sind in den Listen u. a. Name, Geschlecht, Alter, Beruf, Abfahrtshafen, letzter Wohnort sowie Angaben zum Schiff, später auch Haut-, Haar- und Augenfarbe, außerdem unter anderem Informationen über den Gesundheitszustand und mögliche Gefängnisaufenthalte. Die originalen Passagierlisten sind ab 1820 weitgehend in den National Archives in New York erhalten. Weitere Quellen ergänzen die Angaben. Darüber hinaus wertet das Forschungsprojekt die ermittelten Daten sozialstatistisch aus.
Die Deutsche Auswanderer-Datenbank enthält zum momentanen Zeitpunkt (Stand: 2013) etwa 5 Mio. erfasste Auswanderer vor allem aus den Jahren 1820–1897, 1904 und 1907.
Die Besucher des Historischen Museums Bremerhaven können an zwei Terminals in den Ausstellungsräumen in der Datenbank nach ausgewanderten Passagieren kostenlos recherchieren. Seit Dezember 2007 besteht außerdem die Möglichkeit, selbstständig über das Internet nach Auswanderern zu suchen. Der Förderkreis Historisches Museum Bremerhaven e. V. bietet außerdem einen Rechercheservice an, der eine umfassende Suche ermöglicht.

### Jugendstilfenster
Das HMB beherbergt ein Jugendstilfenster, das etwa 1906 hergestellt wurde. Es befand sich bis 1991 im Treppenhaus des Hauses Bürgermeister-Smidt-Straße 188 und war dort 1978 unter Denkmalschutz gestellt worden. Es wird in der Denkmalliste des Landes Bremen als bewegliches Denkmal geführt.

### Magazin

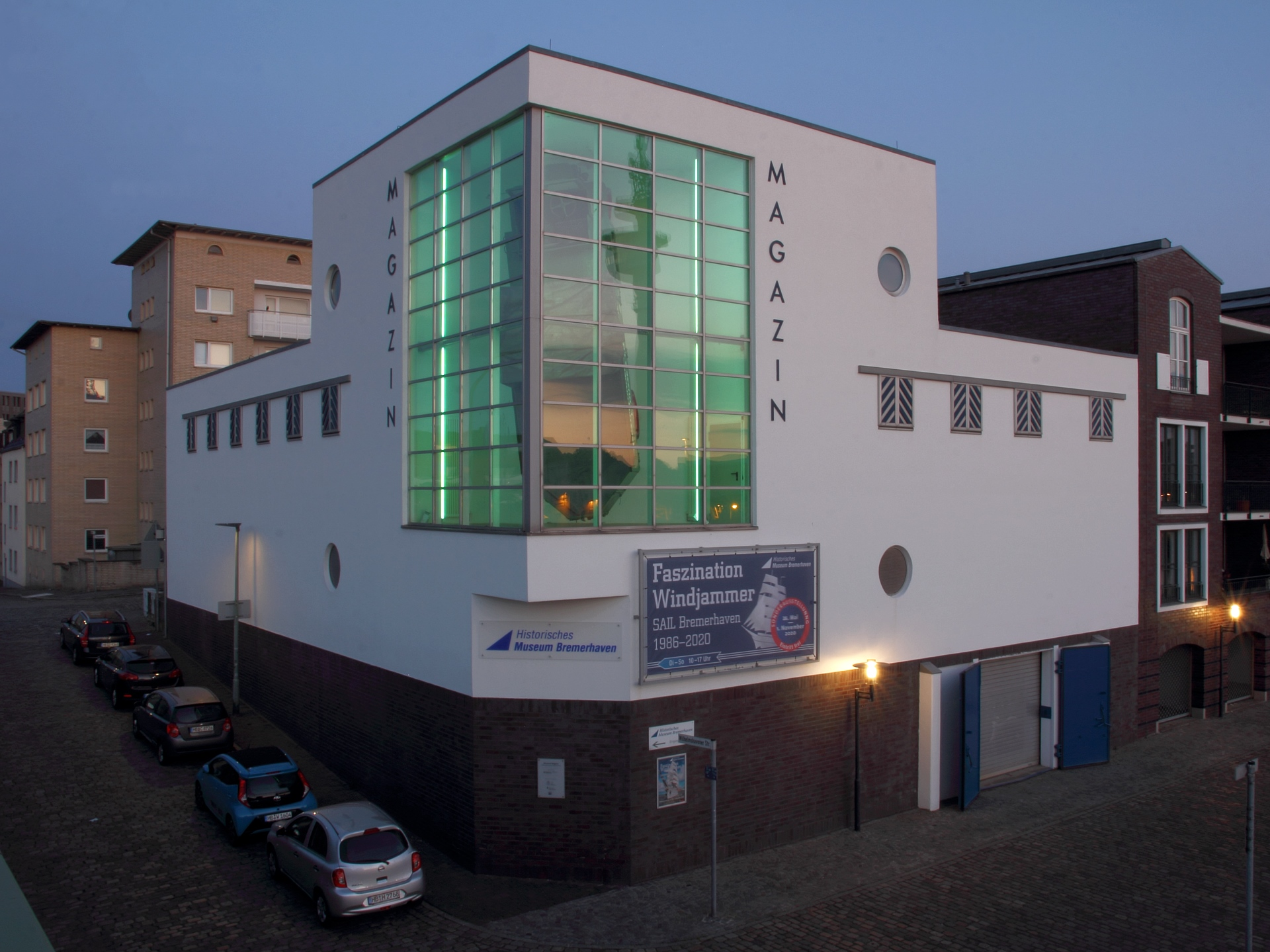
Magazin des Historischen Museums Bremerhaven

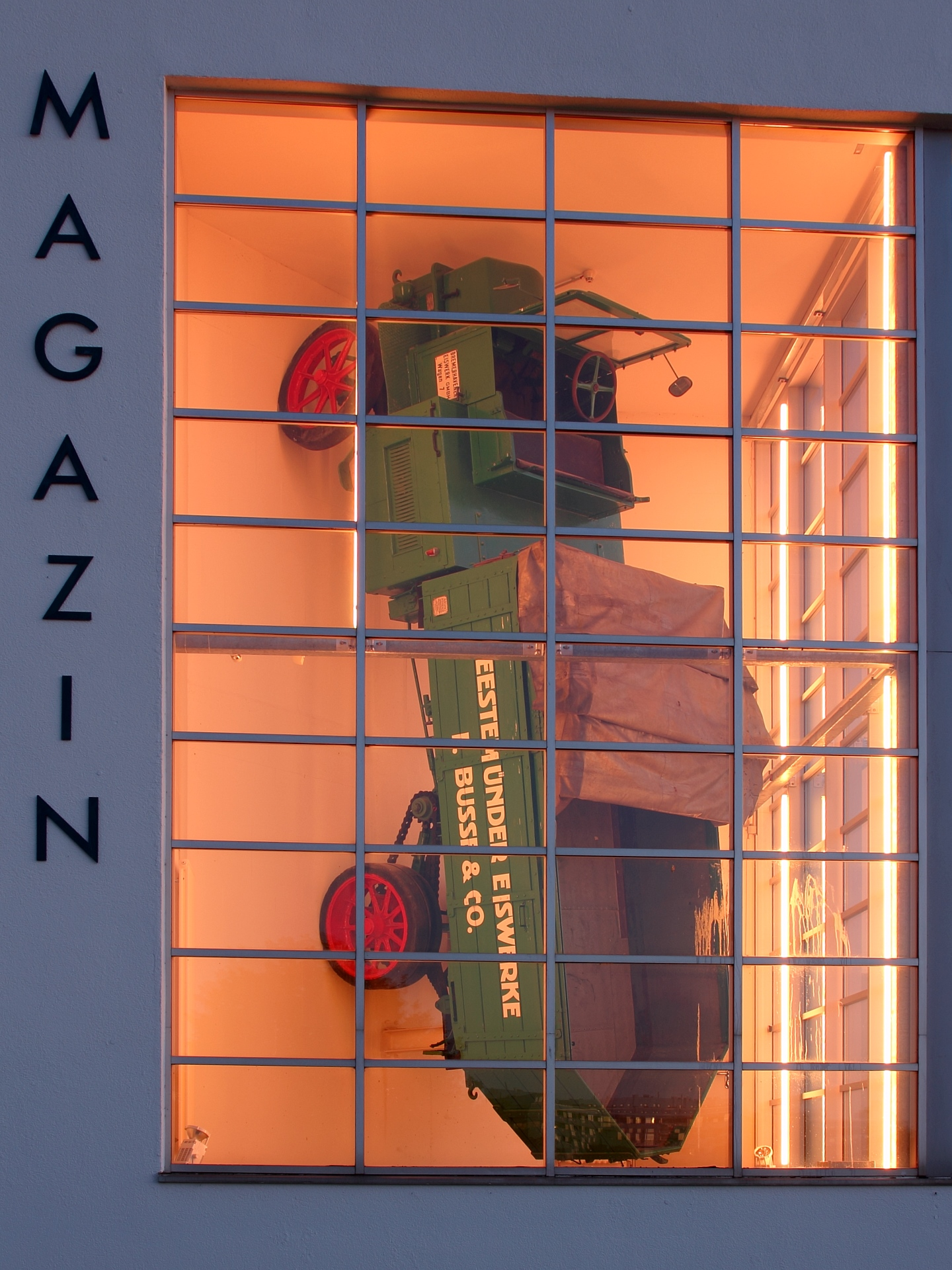
Historischer Akku-Eiswagen im Magazin des Historischen Museums Bremerhaven

Das Magazingebäude des Museums ist ebenfalls an der Geeste gelegen, direkt neben der Kennedy-Brücke. Hinter dem großen Eckfenster ist ein historischer Akku-Eiswagen der Geestemünder Eiswerke F. Busse & Co. senkrecht an der Wand hängend zu sehen.

### Förderkreis
Der Förderkreis Historisches Museum Bremerhaven e. V. unterstützt die Arbeit des Historischen Museums Bremerhaven ideell und materiell. Zentrale Aufgaben sind die Finanzierung von Exponatankäufen, Sonderausstellungen, Forschungsprojekten und der Vermittlungsarbeit des Museums. Darüber hinaus finanziert der Förderkreis den Kassen- und Aufsichtsdienst auf dem Museumsschiff FMS „GERA“ sowie den Betrieb und den Ausbau des Forschungsprojektes Deutsche Auswanderer-Datenbank.

### ÖPNV-Anbindung
Das Museum ist über die Haltestelle Historisches Museum in der Borriesstraße mit den VBN-Linien 504, 505 und 506 erreichbar.